# Rebeca Chávez
Rebeca Chávez Domínguez (Santiago de Cuba, 15 de julio de 1946) es una realizadora, documentalista y guionista cubana. Es la segunda mujer  en dirigir un largometraje de ficción en el ICAIC con la película Ciudad en Rojo (2008).

## Trayectoria
Se licenció en historia del Arte y periodismo antes de que en 1974 empezara como crítica de cine en el Instituto Cubano de Arte e Industria Cinematográficos ICAIC. Durante ocho años trabajó como investigadora, guionista y asistente de dirección con el documentalista Santiago Álvarez. En 1984 inició su propia carrera como directora de documentales en los que ha plasmado la historia y la cultura cubana.
Con Cuando una mujer no duerme (1985) evoca la poesía de Reina María Rodríguez en la que homenajea a Panchita Rivero, una mujer excepcional Nacida en Manzanillo. Rivero consiguió, pese a su condición triplemente marginal (era pobre, negra y mujer) licenciarse en Medicina en 1920. En el documental se aborda las diferentes etapas de la vida de una mujer que se enfrentó a la discriminación racial y puso su profesión al servicio de los menos favorecidos. Su lucha incansable contra unos obstáculos que parecían insalvables se ha convertido en un ejemplo para varias generaciones de cubanas. La exclusión social y la discriminación racial quedan de nuevo plasmadas en el documental de las escritoras Charo Guerra y Georgina Herrera, otra vez ante el espejo (2021).
Una década después, en 1992 incursionó en la ficción con los cortos El triángulo y La fidelidad. Con Ciudad en Rojo (2008), largometraje sobre la lucha urbana durante el régimen de Fulgencio Batista se convierte en la segunda mujer en dirigir un largometraje de ficción en el Instituto Cubano del Arte e Industria Cinematográfica. La primera fue Sara Gómez.A ellas les sucedieron le sucedieron Marilyn Solaya con Vestido de Novia (2014), Magda González Grau con ¿Por qué lloran mis amigas? (2017) y Blanca Rosa Blanco con El Regreso (2018).La visibilidad del cine cubano hecho por mujeres es impulsado desde 2013 por la Asociación de las Realizadoras Cubanas "Sara Gómez" antes Mediateca de la Mujer Realizadora.

## Filmografía
- El huésped (1967), de Eduardo Manet (Ficción, Largometraje, Argumento)

- Arte del pueblo (1974), de Oscar Valdés (Documental, Guion)

- Cascos blancos (1975), de Fernando Pérez (Documental, Guion)

- El tiempo es el viento (1976), de Santiago Álvarez (Documental, Guion)

- Granma (1976), de Daniel Díaz Torres (Documental, Guion)

- Maputo, meridiano novo (1976), de Santiago Álvarez (Documental, Guion)

- Mi hermano Fidel (1977), de Santiago Álvarez (Documental, Guion)

- El General de las Cañas (1978), de Oscar Valdés (Documental, Guion)

- La casa de Mario (1978), de Daniel Díaz Torres (Documental, Guion)

- Siembro viento en mi ciudad (1978), de Fernando Pérez (Documental, Guion)

- Nacha Guevara (1978),  (Documental)

- La cumbre que nos une (1979), de Santiago Álvarez (Documental, colaboración en el guion)

- La guerra necesaria (1980), de Santiago Álvarez (Documental, Guion)

- Pequeño homenaje (1981), (Documental)

- Los refugiados de la Cueva del Muerto (1983), de Santiago Álvarez (Ficción, Largometraje, Guion)

- Imágenes en la memoria (1984),  (Documental)

- Cuando una mujer no duerme (1985),  (Documental)

- Rigoberta (1985), (Documental)

- Castillos en el aire (1986),  (Documental)

- Esa invencible esperanza (1986),  (Documental)

- Buscando a Chano Pozo (1987),  (Documental)

- Entre leyendas (1988), (Documental)

- Octubre del ‘67 (1988), (Documental)

- Uno más entre ellos (1988),  (Documental)

- El triángulo (1992),  (Ficción, Cortometraje)

- La fidelidad (1992), (Ficción, Cortometraje)

- Silencio, se filma Fresa y chocolate (1994), (Documental)

- De Fresa y chocolate a Guantanamera (1995), (Documental)

- Historia en África (1997),  (Documental)

- Secuestro en La Habana (1999),

- Con todo mi amor, Rita (2000), (Documental)

- Cuando Sindo Garay visitó a Emiliano Blez (2002), (Documental, Dirección, Guion)

- Cuba: caminos de Revolución (2004), de Manuel Pérez, Rebeca Chávez, Daniel Díaz Torres (Serie documental)
- Entre el arte y la cultura (2004) dirección y guion. Julio Arcanda y narrador.

- Momentos con Fidel (2004),  (Serie documental)

- Ciudad en rojo (2008), (Ficción, Largometraje) con Rafael Ernesto Hernández, Eman Xor Oña, Yori Gómez, Mario Guerra y Carlos Enrique Almirante

- Decir con feeling (2008),  (Documental)

- El día más largo (2011),  (Documental) con intervenciones de Fidel Castro

- Luneta No. 1 (2012),  (Documental) con intervenciones de Alfredo Guevara

- Somos la Ley de Cine (2015), de Saida Salomón (Documental, Entrevistada)

- Charo Guerra y Georgina Herrera, otra vez ante el espejo (2021),  (Documental)
- Soy Barbarroja (2023) documental sobre el comandante Manuel Piñeiro Losada (1933-1998)